# تی‌وی‌ان (شبکه تلویزیونی کره جنوبی)
تی‌وی‌ان (به انگلیسی: TVN)
یک شبکه تلویزیونی پخش فیلم کشور کره‌ جنوبی است. سریال شکوفایی جوانی ما (Our Blooming Youth) محصول ۲۰۲۳ این شبکه است.

## ریتینگ
|    | اثر                  | بینندگان در سراسر کشور (میلیون) | تاریخ پخش قسمت آخر |
| -- | -------------------- | ------------------------------- | ------------------ |
| ۱  | ملکه اشک             | ۶.۳۳۹                           | ۲۸ آوریل ۲۰۲۴      |
| ۲  | سقوط بر روی تو       | ۶.۳۳۷                           | ۱۶ فوریه ۲۰۲۰      |
| ۳  | آقای ملکه            | ۴.۷۴۹                           | ۱۴ فوریه ۲۰۲۱      |
| ۴  | آقای آفتاب           | ۴.۶۳۱                           | ۳۰ سپتامبر ۲۰۱۸    |
| ۵  | پلی‌لیست بیمارستان۲   | ۳.۸۵۳                           | ۱۶ سپتامبر ۲۰۲۱    |
| ۶  | وینچنزو              | ۳.۸۴۱                           | ۲ می ۲۰۲۱          |
| ۷  | هتل دل لونا          | ۳.۶۷۴                           | ۱ سپتامبر ۲۰۱۹     |
| ۸  | پلی‌لیست بیمارستان    | ۳.۵۷۹                           | ۲۸ می ۲۰۲۰         |
| ۹  | غم‌های ما             | ۳.۴۱۹                           | ۱۲ ژوئن ۲۰۲۲       |
| ۱۰ | شاهزاده صد روزه من   | ۳.۲۶۴                           | ۳۰ اکتبر ۲۰۱۸      |
| ۱۱ | دهکده ساحلی چاچاچا   | ۳.۲۳۷                           | ۱۷ اکتبر ۲۰۲۱      |
| ۱۲ | دفترچه زندان         | ۳.۰۶۳                           | ۱۸ ژانویه ۲۰۱۸     |
| ۱۳ | بیست و پنج بیست و یک | ۳.۰۴۷                           | ۳ آوریل ۲۰۲۲       |
| ۱۴ | خاطرات الحمرا        | ۲.۸۵۳                           | ۲۰ ژانویه ۲۰۱۹     |
| ۱۵ | زنان کوچک            | ۲.۶۱۸                           | ۹ اکتبر ۲۰۲۲       |
| ۱۶ | جیریسان              | ۲.۵۸۶                           | ۱۲ دسامبر ۲۰۲۱     |
| ۱۷ | رویارویی             | ۲.۴۷۳                           | ۲۴ ژانویه ۲۰۱۹     |
| ۱۸ | دلقک تاجدار          | ۲.۴۴۷                           | ۴ مارس ۲۰۱۹        |
| ۱۹ | مال من               | ۲.۴۲۹                           | ۲۷ ژوئن ۲۰۲۱       |
| ۲۰ | کیمیای روح           | ۲.۴۱۰                           | ۲۸ اوت ۲۰۲۲        |